# Oryol (couraçado)
O Oryol (Орёл) foi um couraçado pré-dreadnought operado pela Marinha Imperial Russa e a terceira embarcação da Classe Borodino, depois do Borodino e Imperator Alexandr III, e seguido pelo Kniaz Suvorov e Slava. Sua construção começou em junho de 1900 no Estaleiro do Báltico em São Petersburgo e foi lançado ao mar em julho de 1902, sendo comissionado na frota russa em outubro de 1904. Era armado com uma bateria principal composta por quatro canhões de 305 milímetros montados em duas torres de artilharia duplas, possuía um deslocamento normal de mais de catorze mil toneladas e conseguia alcançar uma velocidade máxima de dezoito nós (33 quilômetros por hora).
O Oryol foi designado para a Segunda Esquadra do Pacífico e enviado para Porto Artur, então cercado na Guerra Russo-Japonesa. A cidade foi capturada enquanto a esquadra estava no caminho e seu destino foi alterado. O couraçado acabou moderadamente danificado na Batalha de Tsushima em maio de 1905 e rendido aos japoneses. Ele foi tomado pela Marinha Imperial Japonesa e renomeado Iwami (石見), voltando ao serviço em 1907. Foi reclassificado como navio de defesa de costa em 1912 e deu apoio a ações na Primeira Guerra Mundial e na Guerra Civil Russa. Foi usado como navio de treinamento em 1921 e desarmado em 1922, sendo afundado em julho de 1924 como alvo de tiro.

## Características

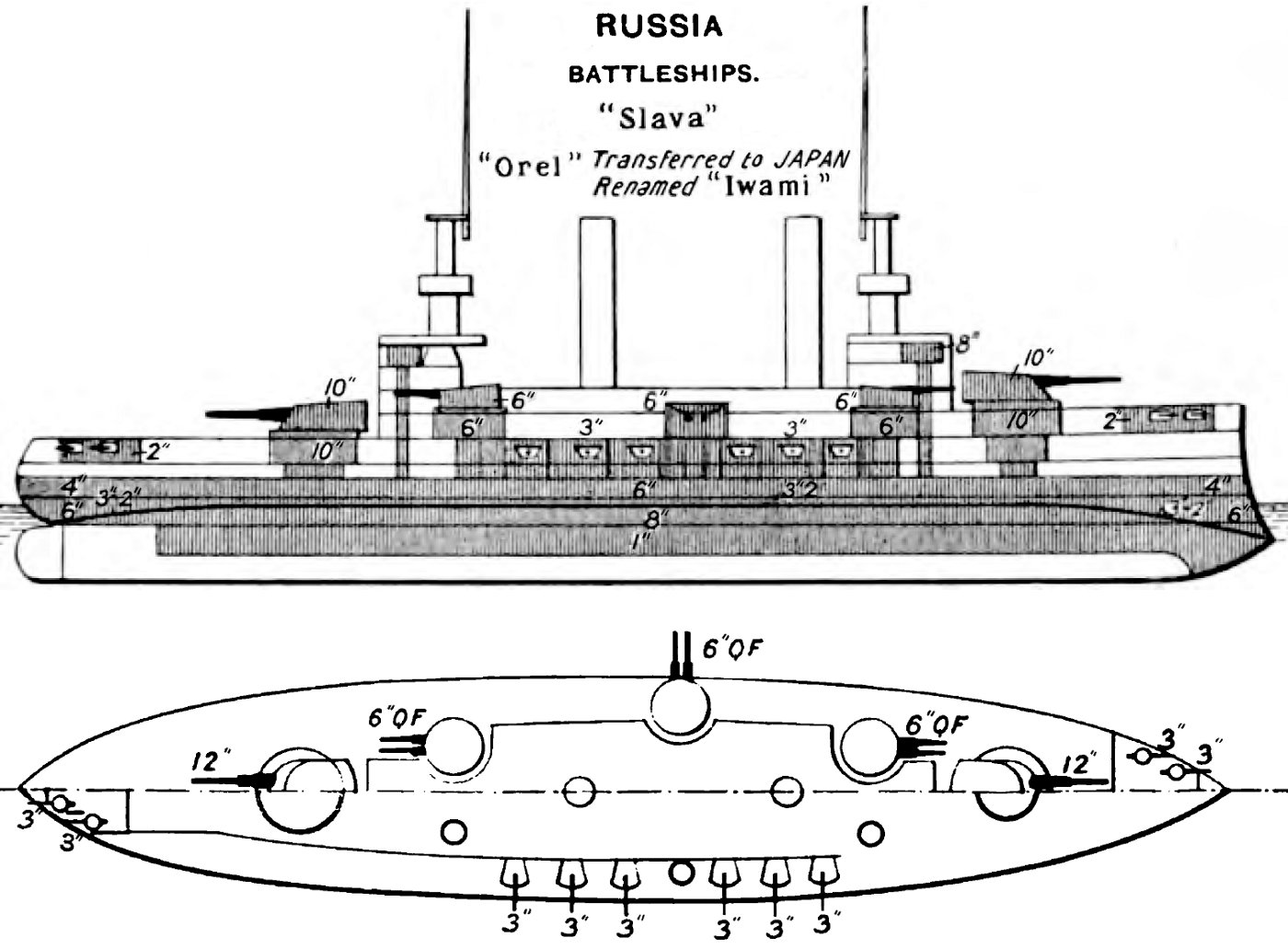
Desenho da Classe Borodino

A Classe Borodino foi baseada no projeto do predecessor Tsesarevich, que tinha sido construído na França, mas modificados para se adequarem aos equipamentos e práticas russas. Foram construídos sob o programa de construção naval de 1898 "para a necessidade do Extremo Oriente" com o objetivo de concentrar dez couraçados no Oceano Pacífico.
O Oryol tinha 121,1 metros de comprimento de fora a fora, uma boca de 23,2 metros e um calado de 8,9 metros. Seu deslocamento normal era de 14 378 toneladas, aproximadamente seiscentas toneladas a mais do que seu deslocamento projetado de 13 733 toneladas. Seu sistema de propulsão era composto por vinte caldeiras a carvão Belleville que alimentavam dois motores verticais de tripla-expansão, cada um girando uma hélice. Tinha uma potência indicada de dezesseis mil cavalos-vapor (11,8 mil quilowatts) para uma velocidade máxima de dezoito nós (33 quilômetros por hora), mas durante seus testes marítimos alcançou esta velocidade a partir de apenas 14 376 cavalos-vapor (10 571 quilowatts). Carregava carvão suficiente para uma autonomia de 2 590 milhas náuticas (4,8 mil quilômetros) a dez nós (dezenove quilômetros por hora). Sua tripulação tinha 28 oficiais e 826 marinheiros.
O armamento principal tinha quatro canhões Padrão 1895 calibre 40 de 305 milímetros montados em duas torres de artilharia duplas, uma à vante e outra à ré da superestrutura. O armamento secundário tinha doze canhões Padrão 1892 montados em seis torres de artilharia duplas no convés superior. A defesa contra barcos torpedeiros era proporcionada por vinte canhões Padrão 1892 calibre 50 de 75 milímetros em casamatas nas laterais do casco e vinte canhões Hotchkiss de 47 milímetros na superestrutura. Também haviam quatro tubos de torpedo de 381 milímetros, um na proa, um na popa e um em cada lateral. O cinturão de blindagem tinha 145 a 194 milímetros de espessura. A blindagem das torres de artilharia tinha uma espessura máxima de 254 milímetros, enquanto o convés tinha entre 25 a 51 milímetros. O convés blindado inferior de 38 milímetros se curvava para baixo e formava uma antepara antitorpedo.

## História

### Serviço russo
O Oryol foi nomeado em homenagem à águia. Sua construção começou em 7 de novembro de 1899 no Estaleiro do Báltico em São Petersburgo. Seu batimento de quilha ocorreu em 1º de julho de 1900 e foi lançado ao mar em 19 de julho de 1902 na presença do imperador Nicolau II. Um revestimento temporário foi removido o navio estava passando por seu processo de equipagem em Kronstadt em maio de 1904 em preparação para a instalação de sua blindagem, permitindo desta forma que água entrasse a bordo e afundasse o couraçado cinco dias depois. A água foi bombeada para fora e ele foi depois reflutuado sem grandes incidentes. Foi finalizado em outubro de 1904, tendo custado 13 404 000 de rublos.

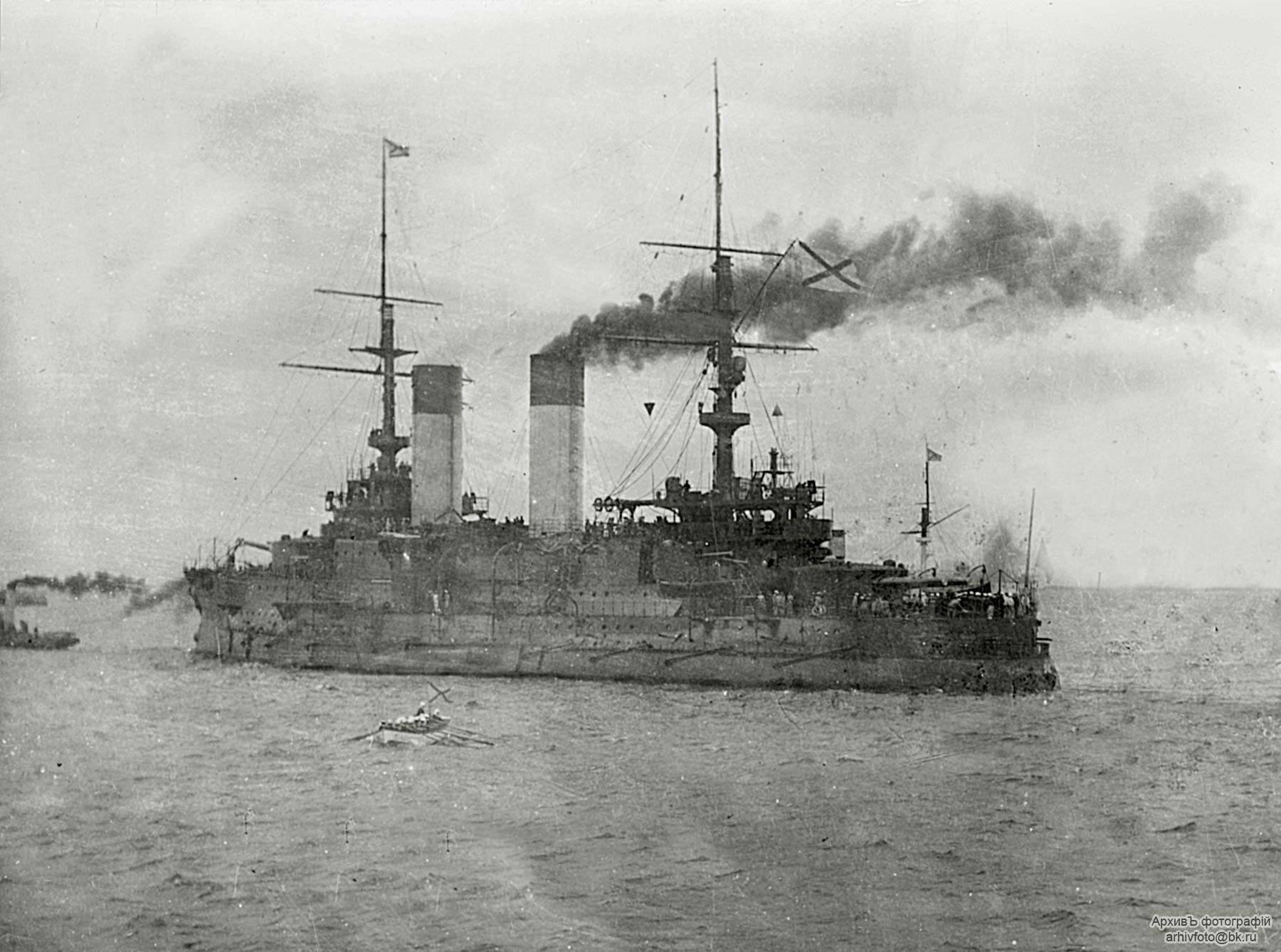
O Oryol em Kronstadt em 1904

A Guerra Russo-Japonesa começou em janeiro de 1904, assim o Oryol partiu de Libau em 15 de outubro de 1904 para Porto Artur como parte da Segunda Esquadra do Pacífico, sob o comando do vice-almirante Zinovi Rozhestvenski. Eles seguiram pelo litoral ocidental da África, contornaram o Cabo da Boa Esperança e chegaram em 9 de janeiro de 1905 na ilha Nosy Be, ao noroeste de Madagascar, onde permaneceram pelos dois meses seguintes à espera de acordos para reabastecimento. A esquadra descobriu neste período que Porto Artur tinha sido capturada pelos japoneses, assim o destino final foi alterado para Vladivostok, o único porto russo restante no Pacífico. Partiram em 16 de março em direção da Baía de Cam Ranh na Indochina Francesa e chegaram no local quase um mês depois, esperando pela chegada dos obsoletos navios da Terceira Esquadra do Pacífico. Esta chegou em 9 de maio e toda a força partiu no dia 14. É provável que o Oryol e seus irmãos tenham partido com um sobrepeso de aproximadamente 1,7 mil toneladas de carvão e outros suprimentos, com tudo tendo sido armazenado acima da linha de flutuação e consequentemente reduzido suas estabilidades. O peso extra também submergiu o cinturão de blindagem e deixou apenas 1,4 metros do cinturão superior acima da linha de flutuação.
Rozhestvenski decidiu seguir pela rota mais direta até Vladivostok através do Estreito de Tsushima, mas foi interceptado em 27 de maio pela Frota Combinada japonesa sob o comando do almirante Tōgō Heihachirō, levando à Batalha de Tsushima. O Oryol era o quarto navio na linha de batalha russa, à ré da capitânia Kniaz Suvorov, do Imperator Alexandr III e do Borodino. O Oryol disparou os primeiros tiros da batalha quando o capitão de 1ª patente Nikolai Iung, seu oficial comandante, ordenou que atacasse um cruzador japonês que estava seguindo os russos a uma distância de nove quilômetros. Rozhestvenski não tinha passado instruções para a frota sobre o que fazer em uma situação como esta, mas mandou que o navio cessasse fogo depois de disparar trinta projéteis sem acertar o alvo.

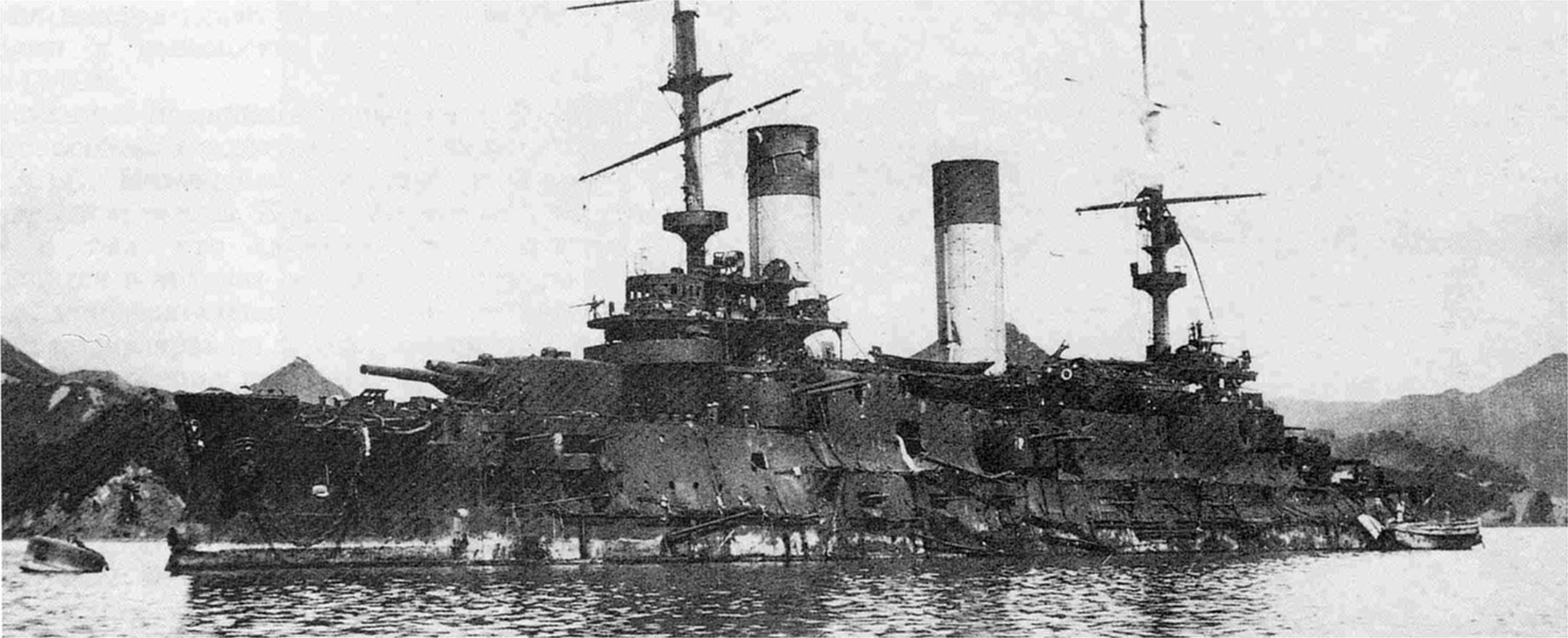
O danificado Oryol em Maizuru depois da Batalha de Tsushima

O Oryol não participou muito da parte inicial da batalha, mas foi incendiado por projéteis japoneses nesse período. O cruzador desprotegido japonês Chihaya lançou dois torpedos contra um navio que talvez tenha sido o Oryol aproximadamente uma hora depois do início do confronto, mas ambos erraram. A formação russa ficou bagunçada e o Oryol se transformou por volta das 16h00min no segundo navio da linha à ré do Borodino. Os couraçados japoneses concentraram seus disparos no Borodino durante este período e o afundaram às 19h30min. O Oryol foi atingido várias vezes também, mas não foi seriamente danificado.
O navio assumiu a vanguarda, reunindo-se com o que sobrou da frota depois dos japoneses terem cessado fogo na escuridão da noite. O contra-almirante Nikolai Nebogatov, comandante da Segunda Divisão, assumiu o comando da esquadra e continuaram em direção de Vladivostok. Eles foram descobertos pelos japoneses na manhã seguinte e atacados pelos couraçados a partir de por volta das 10h00min. As embarcações japonesas eram mais rápidas e conseguiram permanecer fora do alcance efetivo dos canhões russos, assim estes se renderam meia-hora depois porque não conseguiam disparar de volta ou se aproximarem. O Oryol foi formalmente removido do registro naval da Marinha Imperial Russa em 13 de setembro.
O Oryol foi atingido provavelmente por cinco projéteis de 305 milímetros, dez de 254 milímetros, nove de 203 milímetros, 36 de 152 milímetros e 21 outros projéteis menores ou fragmentos. Apesar do navio ter ficado com muitos buracos nas partes desprotegidas de suas laterais, foi apenas moderadamente danificado, pois todos os quatro projéteis (um de 305 milímetros e três de 152 milímetros) que acertaram seu cinturão de blindagem não detonaram. O canhão principal esquerdo de sua primeira torre de artilharia foi atingido por um projétil de 203 milímetros que quebrou sua boca, enquanto outro projétil de mesmo tamanho acertou perto do teto da segunda torre, entornando-o e limitado a elevação máxima do canhão. Duas torres de artilharia secundárias foram emperradas por projéteis de 203 milímetros e uma delas ficou queimada por um incêndio nas munições. Outra torre secundária foi danificada por um projétil de 305 milímetros que acertou seu tubo de suporte. Estilhaços de dois projéteis de 152 milímetros entraram na torre de comando, ferindo Iung seriamente a ponto dele morrer dos ferimentos alguns dias depois. Quarenta e três tripulantes foram mortos e aproximadamente oitenta ficaram feridos.

### Serviço japonês

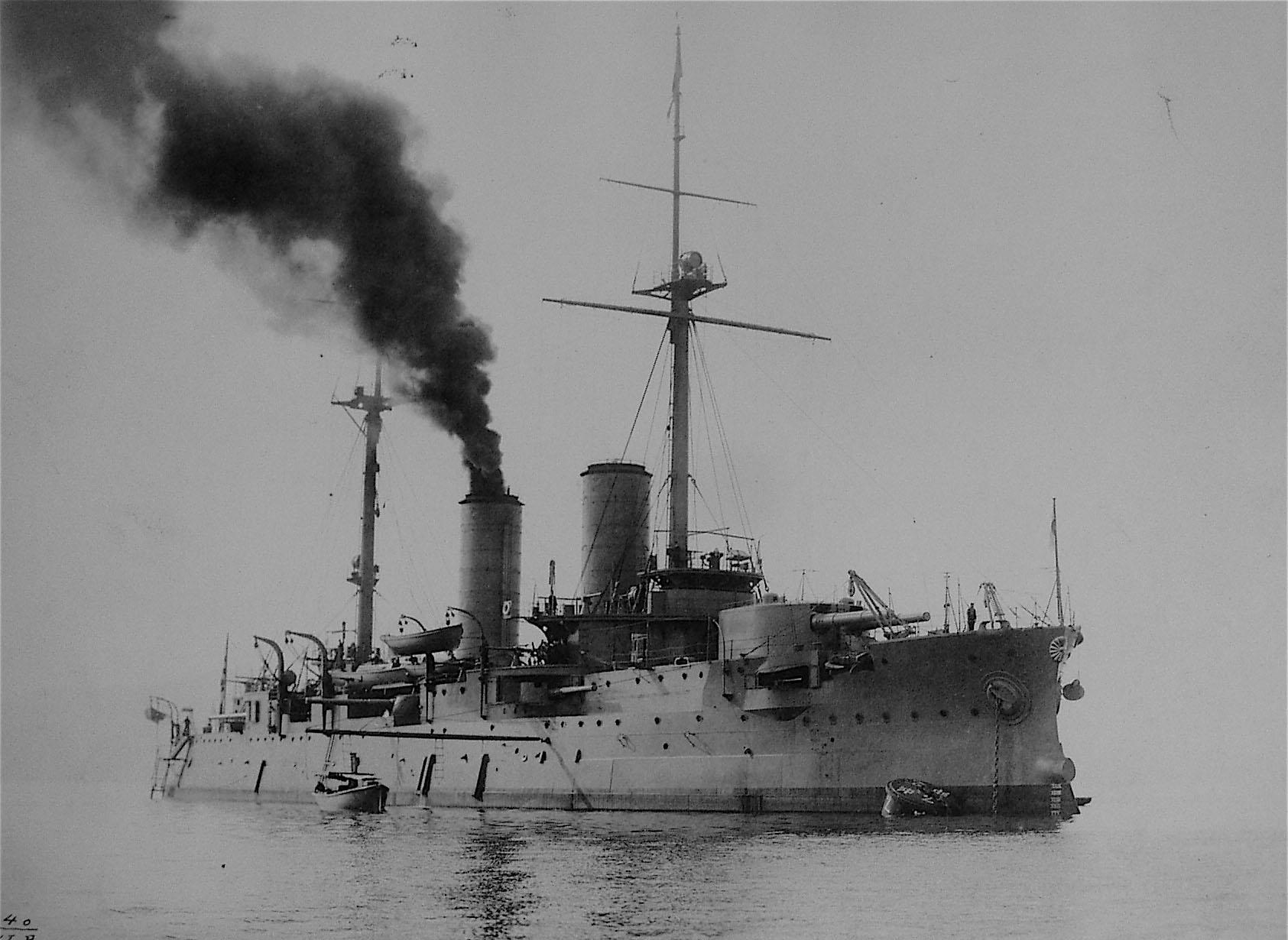
O Iwami em 2 de novembro de 1907

O Oryol seguiu a 1ª Divisão da Frota Combinada até o Japão, mas no caminho adquiriu adernamento para estibordo e seus motores começaram a falhar. Foi escoltado e ocasionalmente rebocado pelo couraçado Asahi e pelo cruzador blindado Asama, sendo forçado a desviar para o Arsenal Naval de Maizuru com o objetivo de realizar reparos de emergência, que duraram até 29 de julho. Foi renomeado Iwami em 6 de junho enquanto estava sob reparos, homenagem à antiga província homônima.
O navio foi amplamente reconstruído no Arsenal Naval de Kure e oficialmente comissionado na Marinha Imperial Japonesa em 2 de novembro de 1907. Suas chaminés foram reduzidas de altura, suas gáveas removidas e sua superestrutura removida com o objetivo de reduzir seu peso acima da linha de flutuação. Suas torres de artilharia de 152 milímetros foram removidas e substituídas por oito canhões calibre 45 de 203 milímetros em montagens pedestais protegidas por escudos. As armas de vante e ré ficavam um convés abaixo, no mesmo nível dos canhões de meia-nau, com as posições de 75 milímetros de meia-nau originais sendo tampadas. Estas armas foram substituídas por dezesseis canhões japoneses de 76 milímetros, enquanto dois tubos de torpedo submersos de 450 milímetros nas laterais substituíram o armamento de torpedo original. As caldeiras foram substituídas por um número desconhecido de caldeiras Miyabara japonesas. Estas mudanças reduziram o deslocamento para aproximadamente 13,7 mil toneladas, com a tripulação passando a ser de 806 oficiais e marinheiros.
O Iwami foi designado em 26 de novembro de 1907 para a 1ª Frota, mas participou das manobras navais de 1908 como parte da 2ª Frota, retornando para a 1ª Frota no ano seguinte. Foi reclassificado em 1º de setembro de 1912 como um navio de defesa de costa de segunda classe. A Primeira Guerra Mundial começou em 1914 e a embarcação foi designada para a 2ª Divisão da 2ª Frota, formada por antigos navios russos capturados. Participaram entre agosto e novembro do mesmo ano do Cerco de Tsingtao, bloqueando o porto e bombardeando defesas alemãs. Foi designado para a 5ª Divisão da 3ª Frota em 7 de janeiro de 1918, atuando como sua capitânia e desembarcando fuzileiros navais cinco dias depois em Vladivostok no início da intervenção japonesa na Guerra Civil Russa. Voltou para Kure em 9 de setembro e foi dispensado da 3ª Frota. O Iwami foi designado para defender a Península de Kamtchatka entre 24 de setembro de 1920 e 30 de junho de 1921, ficando baseado em Vladivostok e Petropavlovsk. Foi reclassificado em setembro de 1921 como um navio de defesa de costa de primeira classe e usado como um navio-escola. O Japão concordou no ano seguinte em desmontar o Iwami de acordo com o Tratado Naval de Washington. Foi desarmado em abril e usado como depósito até ser removido do registro naval em 1º de setembro. Foi atracado no oeste de Jōgashima, próximo da entrada da Baía de Tóquio, e usado como alvo para aeronaves do Grupo Aeronaval de Yokosuka de 5 a 8 de julho de 1924, afundando no dia 10.